# Barrenderos espaciales
Barrenderos espaciales (en hangul: 승리호; hanja: 勝利號; RR: Seungriho; literalmente «Nave espacial Victoria»; título internacional: Space Sweepers) es una película surcoreana de ciencia ficción estrenada en 2021, dirigida por Jo Sung-hee y protagonizada por  Song Joong-ki, Kim Tae-ri, Jin Seon-kyu y Yoo Hae-jin. Presentada como el primer éxito de taquilla de ciencia ficción producido en Corea, tras algunos aplazamientos causados por la pandemia de COVID-19 acabó estrenándose en la plataforma Netflix el 5 de febrero de 2021.

## Argumento
En el año 2092, la Tierra se ha convertido en un planeta casi inhabitable. La corporación UTS construye un nuevo hogar en órbita para la humanidad. Pero solo unos pocos escogidos pueden acceder a él.
La historia sigue las aventuras de la tripulación de una nave de limpieza de basura espacial llamada Victory. Su rutina da un giro enorme cuando descubren a Dorothy, un robot humanoide construido como una niña, que saben destinado a ser un arma de destrucción masiva.

## Reparto
- Song Joong-ki como Tae-ho, piloto de la astronave Victory. Su mayor preocupación es ganar mucho dinero para pagar la recuperación de su hija adoptiva, perdida en el espacio.
- Kim Tae-ri como la capitana Jang.
- Jin Seon-kyu como Tiger Park, jefe de máquinas de la astronave Victory.
- Yoo Hae-jin como el robot Bubs.
- Richard Armitage como James Sullivan, el CEO de UTS. Quiere destruir la Tierra utilizando a Dorothy.
- Kim Mu-yeol como Kang Hyeon-u, padre de Kang Kot-nim y científico.
- Park Ye-rin como Dorothy / Kang Kot-nim, un robot humanoide que dicen que contiene una bomba de destrucción masiva.
- Oh Ji-yul como Kim Su-ni, la hija adoptiva de Tae-ho.
- Anupam Tripathi como asistente de Sullivan.
- Kim Hyang-gi como el nuevo cuerpo de Bubs (aparición especial).
- Christian Lagahit como gerente del restaurante.

## Producción

### Desarrollo
El primer título provisional de la película fue 번개호 (RR: Beongaeho; inglés: Lightning Arc).
Jo Sung-hee había empezado a escribir la historia diez años antes del estreno de la película, después de que un amigo le hablara de los peligros de la basura espacial. "Empezó con la idea de los viajeros que recogen detritos espaciales. [Él] oyó cómo estos fragmentos que viajan a grandes velocidades están aumentando en número y llevando a colisiones espaciales [y] se dio cuenta de que este tema ya había sido tratado en animaciones y juegos, pero nunca en una película. [Él] empezó a escribir el guion para reflexionar cómo los coreanos, que poseen un carácter de gran tenacidad, se podrían enfrentar a este problema."
En mayo de 2019 la multinacional china del espectáculo Huayi Tencent invirtió el equivalente a 4,2 millones de dólares en la película. La compañía de efectos visuales Dexter Estudios, que ya se había encargado de la producción de las películas de acción Along with the Gods: The Two Worlds y Ashfall, fue contratada para Barrenderos espaciales.

### Audiciones
En junio de 2018  se informó de que Song Joong-ki sería el protagonista de la próxima película de Jo Sung-hee, en su segunda colaboración después de A Werewolf Boy  (título original hangul: 늑대소년) en 2012. A Kim Tae-ri se le ofreció el papel de capitana de la nave espacial en enero de 2019, seguida por Jin Seon-kyu para el papel de jefe de máquinas de las astronave en abril. El reparto final se completó en junio de 2019, con Yoo Hae-jin en un papel doble. El actor inglés Richard Armitage también anunció a través de su cuenta en Instagram que empezó a filmar en julio de 2019, convirtiendo Barrenderos espaciales en su primera película coreana.

### Rodaje
El rodaje principal empezó el 3 de julio de 2019 y se completó el 2 de noviembre del mismo año.

## Estreno
En junio de 2020 se anunció que el estreno del filme se aplazaría debido a la pandemia de COVID-19, hasta las vacaciones de Chuseok. En agosto de 2020 se aplazó de nuevo por el aumento de casos de COVID-19 en Corea del Sur.
En noviembre de 2020 se anunció que la película se exhibiría exclusivamente en Netflix. Barrenderos espaciales se estrenó finalmente el 5 de febrero de 2021.
La película se convirtió en un éxito global tras su lanzamiento. En los primeros seis días desde su estreno, Barrenderos espaciales encabezó las listas de películas en Netflix en 16, 28, 26, 29, 29 y 10 países del mundo, respectivamente.

## Recepción
Para Lorenza Negri, de Wired.it, Barrenderos espaciales es un ejemplo más del intento de la industria cinematográfica coreana de afirmarse con producciones espectaculares al estilo de Hollywood, obteniendo en este caso un resultado admirable, con un filme de ciencia ficción pura, con acción frenética, una discreta inversión en efectos especiales y citas respetuosas de los clásicos occidentales del género. Pero, con respecto a las superproducciones occidentales, se manifiesta su alma asiática en su carácter más nostálgico, fatalista y poético.
John Tones (Xataca) destaca que el acabado técnico de la película es impresionante y que, aunque no es revolucionaria en sus elementos esenciales, no tiene nada que envidiar a las superproducciones de Hollywood, y en algunos aspectos las supera, como en el diseño del robot Bubs. Es un filme en el que todas «las piezas encajan perfectamente, y si el espectador es capaz de pasar por alto las convenciones y que todo el argumento discurre por unos raíles absolutamente predeterminados, la diversión está asegurada».
Para Kike Sosa (ABC), «si Barrenderos espaciales estuviera un poco mejor armada, si su ritmo fuera un poco menos frenético y sus secuencias de acción ligeramente menos caóticas, y diera un poco más de espacio para profundizar en sus protagonistas», tal vez dentro de unos años se hablaría de esta película como de «un inusual y extraordinario filme de ciencia ficción que filtra ese género desde una perspectiva ajena a Hollywood con resultados espectaculares. Así como es, Barrenderos espaciales es un filme decente que bien vale la pena ver, pero no deja de ser un poco frustrante porque podría haber sido mucho más».
Javi Sardi (Cinemagavia) destaca que pese a haber contado con un presupuesto reducido «sus efectos y su puesta en escena puede rivalizar sin problemas con muchos otros films espaciales de Hollywood. Es realmente vistosa y tiene cierto toque personal en cuanto a los escenarios y los distintos entornos que se muestran».

## Premios y nominaciones
| Año  | Premio                            | Categoría                                    | Candidato                                         | Resultado | Ref.          |
| ---- | --------------------------------- | -------------------------------------------- | ------------------------------------------------- | --------- | ------------- |
| 2021 | 57th Baeksang Arts Awards         | Premio técnico                               | Jang Geun-young (Art)                             | Nominada  | [ 29 ]        |
| 2021 | 57th Baeksang Arts Awards         | Premio técnico                               | Jeong Seong-jin, Jong Chol-min (efectos visuales) | Ganadora  | [ 29 ]        |
| 2021 | 26th Chunsa Film Art Awards       | Mejor actor                                  | Song Joong-ki                                     | Ganador   | [ 30 ] [ 31 ] |
| 2021 | 26th Chunsa Film Art Awards       | Mejor director                               | Jo Sung-hee                                       | Ganador   | [ 30 ] [ 31 ] |
| 2021 | 26th Chunsa Film Art Awards       | Premio técnico (efectos visuales)            | Park Dae-hoon, Jeong Seong-jin                    | Nominada  | [ 30 ] [ 31 ] |
| 2021 | 30th Buil Film Awards             | Mejor fotografía                             | Byun Bong-sun                                     | Nominado  | [ 32 ]        |
| 2021 | 30th Buil Film Awards             | Mejor música                                 | Kim Tae-seong                                     | Nominado  | [ 32 ]        |
| 2021 | 30th Buil Film Awards             | Mejor arte/Premio técnico                    | Jeong Seong-jin, Jeong Chol-min (VFX)             | Ganadores | [ 33 ]        |
| 2021 | 42nd Blue Dragon Film Awards      | Mejor película                               | Space Sweepers                                    | Nominada  | [ 34 ] [ 35 ] |
| 2021 | 42nd Blue Dragon Film Awards      | Mejor director                               | Jo Sung-hee                                       | Nominado  | [ 34 ] [ 35 ] |
| 2021 | 42nd Blue Dragon Film Awards      | Mejor actor                                  | Song Joong-ki                                     | Nominado  | [ 34 ] [ 35 ] |
| 2021 | 42nd Blue Dragon Film Awards      | Premio Estrella popular                      | Song Joong-ki                                     | Ganador   | [ 34 ] [ 35 ] |
| 2021 | 42nd Blue Dragon Film Awards      | Mejor actor de reparto                       | Jin Seon-kyu                                      | Nominado  | [ 34 ] [ 35 ] |
| 2021 | 42nd Blue Dragon Film Awards      | Mejor fotografía                             | Byun Bong-sun                                     | Nominado  | [ 34 ] [ 35 ] |
| 2021 | 42nd Blue Dragon Film Awards      | Mejor montaje                                | Nam Na-young                                      | Nominada  | [ 34 ] [ 35 ] |
| 2021 | 42nd Blue Dragon Film Awards      | Mejor dirección artística                    | Jang Geun-young                                   | Nominada  | [ 34 ] [ 35 ] |
| 2021 | 42nd Blue Dragon Film Awards      | Premio técnico                               | Jeong Seong-jin, Jeong Chol-min (VFX)             | Ganadores | [ 34 ] [ 35 ] |
| 2021 | University Film Festival of Korea | Película del año                             | Space Sweepers                                    | Ganadores | [ 36 ]        |
| 2022 | Hugo Awards                       | Mejor presentación dramática, larga duración | Jo Sung-hee                                       | Pendiente | [ 37 ]        |

## Adaptaciones
Un webtoon basado en la película se estrenó el 26 de mayo de 2020 en las plataformas Daum y KakaoPage. En menos de ocho meses alcanzó los cinco millones y medio de visitas. El 8 de febrero se publicó en cuatro plataformas web internacionales de cómics, en Estados Unidos, Japón, Francia e Indonesia.